# 디스 파테르

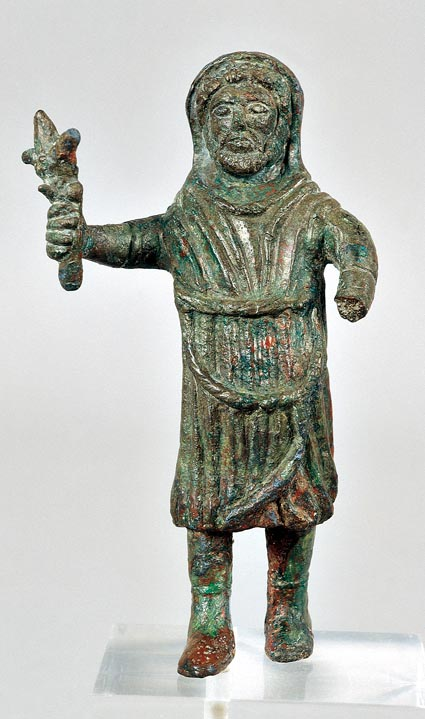

디스파테르(라틴어: Dis Pater)는 로마 신화의 지하세계의 신이다. 비옥한 농업, 지하의 광물, 부의 신으로 시간이 흐르면서 플루토, 하데스, 오르쿠스와 동일시되었다.
디스파테르를 켈트의 신으로 여기기도 하는데, 이것은 율리우스 카이사르가 《갈리아 전쟁기》에서 갈리아인들이 스스로를 디스파테르의 후손이라 칭한다고 기록한 것에서 비롯한다. 그러나 이것은 전형적인 인테르프레타티오 로마나의 사례이다. 갈리아인들은 로마의 디스파테르와 유사한 성격, 즉 농업과 광물과 부를 담당하는 신을 숭배했는데, 카이사르는 그 신을 로마의 디스파테르와 동일시해서 기록한 것이다. 즉 켈트의 디스파테르와 로마의 디스파테르는 일단 다른 존재이다. 켈트의 디스파테르와 유사한 역할을 했던 것으로 추측되는 신으로는 수켈루스, 아일랜드의 돈, 웨일스의 벨리 마우르 등이 있다.

## 같이 보기
- 데메테르
- 성부
- 하데스
- 제우스